# L'homme armé

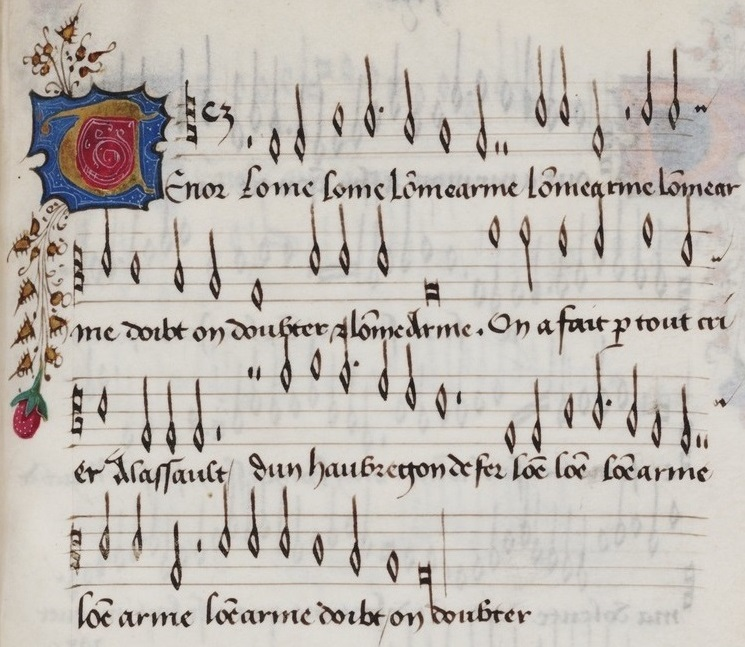
L’homme armé nel Mellon Chansonnier, c. 1470

L'homme armé è una canzone profana dell'epoca tardo medievale.

## Spartito, testo e traduzione
NOTA: nella canzone attribuita a Robert Morton e nel cantus firmus della messa di Johannes Ockeghem la melodia si presenta con il si naturale; nel cantus firmus delle messe di Guillaume Dufay, di Firminus Caron e di Antoine Busnois ha invece il si bemolle. Le due versioni (con bemolle e senza) ricorrono entrambe nella produzione musicale successiva.
| Originale Francese | Italiano |
| --- | --- |
| L'homme, l'homme, l'homme armé, L'homme armé L'homme armé doibt on doubter, doibt on doubter. On a fait partout crier, Que chascun se viegne armer D'un haubregon de fer. | L'uomo, l'uomo, l'uomo armato, L'uomo armato L'uomo armato lo si deve temere, lo si deve temere. In ogni luogo si è proclamato Che ciascuno venga ad armarsi D'un usbergo di ferro. |

## Uso nella Messa
L'homme armé è molto ben ricordato al giorno d'oggi perché usato da molti compositori del rinascimento come cantus firmus per le messe; 40 di queste sono pervenute ai nostri giorni. Molti grandi compositori del rinascimento scrissero almeno una messa su questo tema. Questa moda finì nel secolo XVII: l'ultimo esempio conosciuto è opera del compositore Giacomo Carissimi. La maggior parte delle messe chiamate L'homme armé sono state composte nel periodo che va dal 1450 al 1500.
Si ritenne che la melodia venne usata per la prima volta nella canzone: Il sera pour vous conbatu/L'homme armé attribuita a Robert Morton, che tramite alcuni riferimenti del testo, si ritiene composta nel 1463. Un'altra possibile prima versione è un'opera anonima a tre voci che non può essere datata. Nel 1523 Pietro Aron, nel suo trattato Il Thoscanello, afferma che la canzone fu composta da Antoine Busnois. Mentre si concorda con il fatto che la canzone è stilisticamente conforme alle opere di Busnois, non vi sono altre fonti che possano confermare l'assunto di Aron ed egli scrisse il trattato circa 70 anni dopo la prima apparizione della melodia.
Richard Taruskin ha affermato che Busnois scrisse la prima messa conosciuta sulla melodia, ma questa versione è contestata da coloro che considerano le messe L'homme armé di Guillaume Dufay e di Johannes Ockeghem come le più antiche.
Il tema è singolarmente adatto al trattamento contrappuntistico. Le frasi sono delineate molto chiaramente e vi sono diverse soluzioni per la costruzione di canoni. Ed è anche notevolmente facile riconoscervi una struttura contrappuntistica.

## Le origini
Le origini della popolarità della canzone e l'importanza dell'uomo armato sono oggetto di diverse teorie. Alcuni affermano che l'uomo armato è San Michele Arcangelo mentre altri suggeriscono che fosse il nome di una taverna presso la quale Dufay risiedeva a Cambrai.
Esso può anche rappresentare il cavaliere per una nuova Crociata contro i Turchi. Alcuni autori (A. Planchart) hanno osservato che il numero di battute della canzone (31, nella versione usata prevalentemente come cantus firmus) corrispondeva al numero di cavalieri dell'Ordine del Toson d'oro (incluso il Gran Maestro, cioè il duca di Borgogna), e che le cerimonie dello stesso ordine prevedevano sempre la presenza, con significato simbolico, di un cavaliere in armatura.
È utile notare che la prima apparizione della canzone avvenne in anni vicini al 1453, data della caduta di Costantinopoli per mano degli Ottomani Turchi, un evento che ebbe un grande effetto psicologico in Europa. Compositori come Guillaume Dufay scrissero delle lamentazioni su questo evento. Il riferimento al doubté Turq che si trova nel testo della canzone Il sera pour vous conbatu, scritta sul tema dell'homme armé, rafforza secondo alcuni autori l'ipotesi che la citazione della canzone intendesse sottolineare l'urgenza di approntare una spedizione da parte delle nazioni europee per la riconquista di Costantinopoli. Una crociata fu effettivamente sollecitata in quegli anni a più riprese dal papa Pio II, ma non ebbe mai luogo.